# German Channel
Als German Channel wird ein gegen Ende 1908 angelegter Kanal im südwestlichen Außenriff der Palauinseln genannt. Er verbindet das Gebiet der Chelbacheb-Inseln mit den südlichen, außerhalb des Riffs gelegenen Inseln Palaus.
Seinen Namen verdankt der schmale, etwa 1 Kilometer lange Kanal der Aktivität der einstigen deutschen Kolonialherren, die zu Beginn des 20. Jahrhunderts einen Durchgang in das Korallenriff sprengten, um den Transportweg von der außerhalb des Riffs liegenden Insel Angaur, auf welcher Phosphat abgebaut wurde, zum nordöstlich gelegenen Hafen von Koror zu verkürzen.
Heute dient der German Channel hauptsächlich touristischen Zwecken, insbesondere der einfachen Anfahrt zu beliebten Zielen von Sporttauchern im südwestlichen Außenriff von Palau, etwa dem Blue Corner und den Blue Holes.

## Einzelbelege
1. ↑  Palau - Ein Tauch- und Reiseführer, 3. Aufl. 2016 (Seite 11)

Koordinaten: 7° 7′ 38″ N, 134° 17′ 7″ O